# CREB1
CREB1‏ (CAMP responsive element binding protein 1) هوَ بروتين يُشَفر بواسطة جين CREB1 في الإنسان.
يرتبط هذا البروتين بعنصر استجابة cAMP، وهو تسلسل نوكليوتيدات DNA موجود في العديد من المحفزات الفيروسية والخلوية. يُحفز ارتباط CREB1 عملية النسخ.
هذا البروتين هو عامل نسخ CREB، وهو عضو في عائلة بروتينات ربط الحمض النووي (الليوسين). يرتبط هذا البروتين كثنائي متماثل بعنصر الاستجابة لـ cAMP، وهو عبارة عن تسلسل ثماني وحدات متناظرة. يُفسفر البروتين بواسطة عدة كينازات بروتينية، ويحفز نسخ الجينات استجابةً للتحفيز الهرموني لمسار cAMP. ينتج عن الربط البديل لهذا الجين متغيران من النسخ يُشفران أشكالًا متماثلة مختلفة.

## التفاعل
لقد ثبت أن CREB1 يتفاعل مع:
- CEBPB[4]
- بروتين ربط CREB[5][6][7][8][9][10][11][12][13][14]
- FHL2[15]
- FHL3[15]
- FHL5[15]
- HTATIP[16]
- P53[11]
- RPS6KA5[17][18]